# Yoshiro Nakamura
Yoshiro Nakamura (中村 祥朗 Nakamura Yoshiro?), född 17 oktober 1979 i Tokyo prefektur, är en japansk före detta fotbollsspelare.
Nakamura började sin karriär 1998 i Kashima Antlers. Med Kashima Antlers vann han japanska ligan 1998, 2000, 2001, japanska ligacupen 2000 och japanska cupen 2000. 2001 flyttade han till Oita Trinita. Efter Oita Trinita spelade han för Sanfrecce Hiroshima, Sagan Tosu, Ain Foods och Nara Club. Han avslutade karriären 2010.